# Pachychilon pictum
Pachychilon pictum или шарадан је зракоперка из реда Cypriniformes. Цео род Pachychylon је ендемичан за воде Балканског полуострва.

## Станиште и начин живота
Станишта врсте су језера и језерски екосистеми, речни екосистеми слатководних подручја. Креће се у јатима, а храни планктонским организмима и ситном фауном дна (ларве, рачићи). У језерима (Охридско и Скадарско) борави у приобаљу.

## Распрострањење
Врста је присутна у Албанији, Грчкој, Македонији и Србији. У Србији настањује слив Белог Дрима.

## Популациони тренд
Популациони тренд је за ову врсту непознат.

## Угроженост
Светска популација врсте није угрожена, стога је на светској Црвеној листи наведен под статусом последња брига док у Србији има статус VU, то јест рањив таксон.